# كريس نيلسون (مصور)
كريس نيلسون (بالإنجليزية: Chris Nelson)‏ هو مصور أمريكي، ولد في 1960، وتوفي في 7 ديسمبر 2006 في منطقة خليج سان فرانسيسكو في الولايات المتحدة.